# Heinz Fütterer
Heinz Fütterer (Elchesheim-Illingen, 14 de octubre de 1931-ibíd., 10 de febrero de 2019) fue un atleta alemán, especializado en la prueba de 4 x 100 m en la que llegó a ser medallista de bronce olímpico en 1956.

## Carrera deportiva
En 1954 ganó dos medallas de oro (100 y 200 m lisos) en los Campeonatos Europeos celebrados en Berna, Suiza. En 1958 ganó el relevo 4 x 100 con Alemania, en los Campeonatos Europeos celebrados en Estocolmo, Suecia.
Su apodo era "weißer Blitz" ("Relámpago blanco").
Su mejor tiempo en los 100 metros fue 10.2 segundos, igualando el récord mundial impuesto por Jesse Owens y otros corredores de corta distancia. Corrió en Japón en 1954. Su mejor tiempo en los 200 metros fue 20.8 segundos. Formó parte del equipo alemán poseedor del récord mundial en relevos 4 x 100 en 1958.

## Muerte
Fütterer murió en Illingen el 10 de febrero de 2019 a la edad de 87 años.